# جنت أباد (زهرا العلياء)
جنت أباد (بالفارسية: جنت‌آباد) هي قرية تقع في إيران في Zahray-ye Bala Rural District. يقدر عدد سكانها بـ 205 نسمة .